# Чернышевское сельское поселение (Костромская область)
Черныше́вское се́льское поселе́ние — муниципальное образование в Кадыйском районе Костромской области России. Административный центр — село Чернышево.

## История
Чернышевское сельское поселение образовано 30 декабря 2004 года в соответствии с Законом Костромской области № 237-ЗКО, установлены статус и границы муниципального образования.
10 декабря 2009 года в соответствии с Законом Костромской области № 549-4-ЗКО в состав поселения включено упразднённое Лубянское сельское поселение.
Первоначальное поселение
О времени основания селения Чернышево точных сведений нет. В 1627 году в деревне Чернышево была построена деревянная церковь Преображенья Господня. С этого момента деревня стала селом.
Каменная Преображенская церковь в селе построена в 1823 г. В ней был престол во имя Ахтырской иконы Божией Матери.

## Современность
Муниципальное образование Чернышевское сельское поселение Кадыйского муниципального района Костромской области, статус которого установлен Законом Костромской области от 10.12.2010 года № 549-4-ЗКО "О преобразовании некоторых муниципальных образований в Кадыйском и Островском муниципальных районах Костромской области и внесении изменений в Закон Костромской области "Об установлении границ муниципальных образований в Костромской области «Об установлении границ муниципальных образований в Костромской области и наделении их статусом».
Глава Чернышевского сельского поселения — Лебедева Тамара Витальевна.
В 2009 году усилиями прихожан началось восстановление храма Преображения Господня в селе Чернышево.

## Население
| 2008 | 2010 | 2012 | 2013 | 2014 | 2015 | 2016 |
| ---- | ---- | ---- | ---- | ---- | ---- | ---- |
| 597  | ↗636 | ↘597 | ↘568 | ↘529 | ↘509 | ↘496 |
| 2017 | 2018 | 2019 | 2020 | 2021 |      |      |
| ↘492 | ↘483 | ↘463 | ↘461 | ↘419 |      |      |

## Состав сельского поселения
| №  | Населённый пункт | Тип населённого пункта       | Население |
| -- | ---------------- | ---------------------------- | --------- |
| 1  | Азаровичи        | деревня                      | →0        |
| 2  | Берёзовец        | деревня                      | ↘5        |
| 3  | Гобино           | деревня                      | ↗8        |
| 4  | Добрянки         | деревня                      | ↘2        |
| 5  | Лагодки          | деревня                      | ↘0        |
| 6  | Лубяны           | деревня                      | ↗186      |
| 7  | Матвейково       | деревня                      | ↘4        |
| 8  | Меленки          | деревня                      | ↘27       |
| 9  | Неверовка        | деревня                      | ↗18       |
| 10 | Никиткино        | деревня                      | →0        |
| 11 | Новый Берёзовец  | посёлок                      | ↗174      |
| 12 | Поломы           | деревня                      | ↘7        |
| 13 | Починок          | деревня                      | ↘24       |
| 14 | Хороброво        | деревня                      | ↘15       |
| 15 | Хохлянки         | деревня                      | ↗28       |
| 16 | Чернышево        | село, административный центр | ↗225      |

## Структура местного самоуправления
Структуру органов местного самоуправления поселения составляют:
- представительный орган поселения — Совет депутатов Чернышевского сельского поселения Кадыйского муниципального района Костромской области (по тексту — Совет депутатов поселения);
- глава Чернышевского сельского поселения Кадыйского муниципального района Костромской области (по тексту — глава поселения);
- местная администрация поселения (исполнительно-распорядительный орган поселения) — администрация Чернышевского сельского поселения Кадыйского муниципального района Костромской области (по тексту — администрация поселения);
- контрольный орган поселения — контрольно-ревизионная комиссия Чернышевского сельского поселения Кадыйского муниципального района Костромской области (по тексту — контрольно-ревизионная комиссия).

Органы местного самоуправления поселения обладают собственными полномочиями по решению вопросов местного значения.

## Уроженцы
В посёлке  Новый Березовец родился Юрий Владимирович Родионовский - Глава МО "Городской округ "Город Нарьян-Мар" — административного центра Ненецкого автономного округа (2001-2005. 2008—2012).

## Культура, наука, образование
На территории Чернышевского сельского поселения расположены:
- МОУ Чернышевская средняя школа;
- МОУ Чернышевский детский сад;
- 3 Дома культуры — Чернышевский, Ново-Березовецкий, Лубянский;
- Чернышевская библиотека, Лубянская библиотека;
- две турбазы: ООО «Белый яр плюс» д. Лубяны, «Good life» д. Хороброво.

Достопримечательностями являются памятники архитектуры: усадьба с. Чернышево, где жил родственник и друг М. Ю. Лермонтова генерал Петров П. И.; памятники археологии: древнее селище у деревни Хохлянки.
В 1653 г. в с.Хороброве была построена деревянная Никольская церковь. Она была одноэтажной и в плане имела вид креста. В церкви находились иконы Спасителя Иисуса Христа и Николая Чудотворца, написанные искусным мастером и чтимые богомольцами.  Николаевская с. Хороброво зданием каменная, с такою же колокольнею, постр. в 1907 г. (вместо сгоревшей в 1897 г. деревянной, построенной в 1653 г.) тщанием прихожан и доброхотных дателей. Ограда из каменных столбов с деревянным между ними частоколом. Кладбище подле церковной ограды, было отделено от неё деревянной изгородью. Престол один - в честь святителя Николая. Местно чтимая святыня церкви - икона Божией Матери "Живоносный источник", которая по преданию, в древнее время принесена к селу водой реки Немды. До настоящего времени церковь с кладбищем при ней не сохранились. В 90-х годах в д.Хороброво была выстроена деревянная часовня недалеко от разрушенной церкви.

## Транспортное сообщение
В конце 80-х годов XX века асфальтирован участок автодороги Столпино-Кадый. Состояние покрытия в настоящее время неудовлетворительно.
Автобусный маршрут Кострома-Завражье.
Пристани на реке Нёмда не действуют с конца 90-х, когда прекратилось речное сообщение теплоходами между п. Новый Березовец и г. Юрьевец. В настоящее время выполняются лишь коммерческие рейсы.